# 정현택
정현택(1980년 2월 22일 ~ )은 LG 트윈스의 전 야구 선수다. 배명고등학교를 졸업했다.

## 출신학교 및 학력
- 1986 ~ 1992 : 서울중대초등학교
- 1992 ~ 1995 : 배명중학교
- 1995 ~ 1998 : 배명고등학교

## 같이 보기
- 2001년 현대 유니콘스 시즌